# Тараканов, Александр Петрович
Александр Петрович Тараканов (род. 8 сентября 1958, Молодые Всходы, Мордовская АССР) — российский тренер по греко-римской борьбе, главный тренер сборной Азербайджана по греко-римской борьбе (с 2019 года). Личный тренер олимпийского чемпиона Алексея Мишина. Заслуженный тренер России.

## Биография

### Ранние годы
Александр Тараканов родился 8 сентября 1958 года в совхозе «Вырыпаевский» села Молодые Всходы Ромодановского района Мордовской АССР. В 1970 году семья Тараканова переехала в Саранск. Когда Александру было 14 лет, он записался в секцию греко-римской борьбы. Здесь в течение шести лет Тараканов занимался под руководством Николая Есина.
В 1976 году Александр Тараканов выиграл первенство РСФСР среди школьников, а через год стал серебряным призёром первенства СССР среди молодёжи.
Когда Тараканову было 18 лет, он получил перелом ключицы. И хотя благодаря докторам удалось быстро вернуться его в прежнюю форму, через некоторое время ему пришлось оставить карьеру борца. Когда наставник Тараканова Николай Есин уехал в Москву, то и он решил пойти по стопам своего тренера.

### Тренерская карьера
В 1981 году Тараканов перешел на тренерскую работу в ДСО «Спартак». Первыми воспитанниками тренера были Александр Кудряшов и Михаил Захаркин, становившиеся победителями и призерами первенства России среди школьников и чемпионата СССР среди молодежи.
С 1992 по 1999 год Александр Тараканов продолжал работу тренера-преподавателя в СДЮШОР, а затем стал главным тренером сборной Мордовии по греко-римской борьбе. С 2009 года он стал старшим тренером спортивной школы олимпийского резерва по борьбе имени А. В. Мишина. В 2018 году двум подопечным главного тренера сборной Мордовии Александра Тараканова, Артёму Суркову и Сергею Емелину, удалось стать чемпионами мира в Будапеште.

#### Главный тренер сборной Азербайджана
В октябре 2019 года Тараканов был назначен главным тренером сборной Азербайджана по греко-римской борьбе. Так, после провального для Азербайджана чемпионата мира в Нур-Султане, где азербайджанские борцы греко-римского стиля не сумели завоевать ни одной лицензии на Олимпиаду в Токио, руководство Федерации борьбы Азербайджана приняло решение сменить главного тренера сборной. Таким образом, Тараканов заменил на этом посту турецкого специалиста Шабана Доната.
Уже в начале 2020 года состоялся двухнедельный сбор команды в зале республиканской школы борьбы в Саранске, после чего «классики» из Азербайджана выступили на международном турнире во Франции. В феврале 2020 года Александр Тараканов собрал команду из азербайджанских борцов греко-римского стиля в Олимпийском центре борьбы в Баку, где состоялся сбор. В этом же месяце на чемпионате Европы в Риме сборная под руководством Тараканова выиграла две золотые и четыре бронзовые медали. Однако на лицензионном турнире в Будапеште в марте команда выступила неудачно, добыв всего одну лицензию. Ещё одна олимпийская лицензия была добыта в мае 2021 года в Софии.
Таким образом, на Олимпийских играх в Токио летом 2021 года Азербайджан представляло всего двое борцов греко-римского стиля, одному из которых, Рафику Гусейнову, удалось взять бронзовую медаль. В октябре же 2021 года на чемпионате мира в Осло сборной Азербайджана по греко-римской борьбе удалось занять в общекомандном зачете третье место и собрать рекордное для страны количество медалей в истории этого вида борьбы на чемпионатах мира — четыре, из которых одна золотая, одна серебряная и две бронзовые. К этому турниру Тараканову удалось сформировать крепкую команду, способную решать самые сложные задачи.
В апреле 2022 года на чемпионате Европы в Будапеште сборная Азербайджана по греко-римской борьбе под руководством Тараканова впервые в своей истории стала чемпионом Европы в командном зачете и взяла рекордное количество медалей в истории: из десяти борцов восьмерым удалось взять медали — два золота, одно серебро и пять бронзовых наград. В сентябре этого же года греко-римские борцы Азербайджана взяли 5 медалей из 9 возможных на чемпионате мира в Белграде: 1 золотую, 1 серебряную и 3 бронзы. Спортивные же обозреватели продолжали отмечать отличную работу тренерского штаба во главе с Александром Таракановым. В ноябре же команда во главе с Таракановым заняла второе место на Кубке мира в Баку, уступив в финале Ирану.

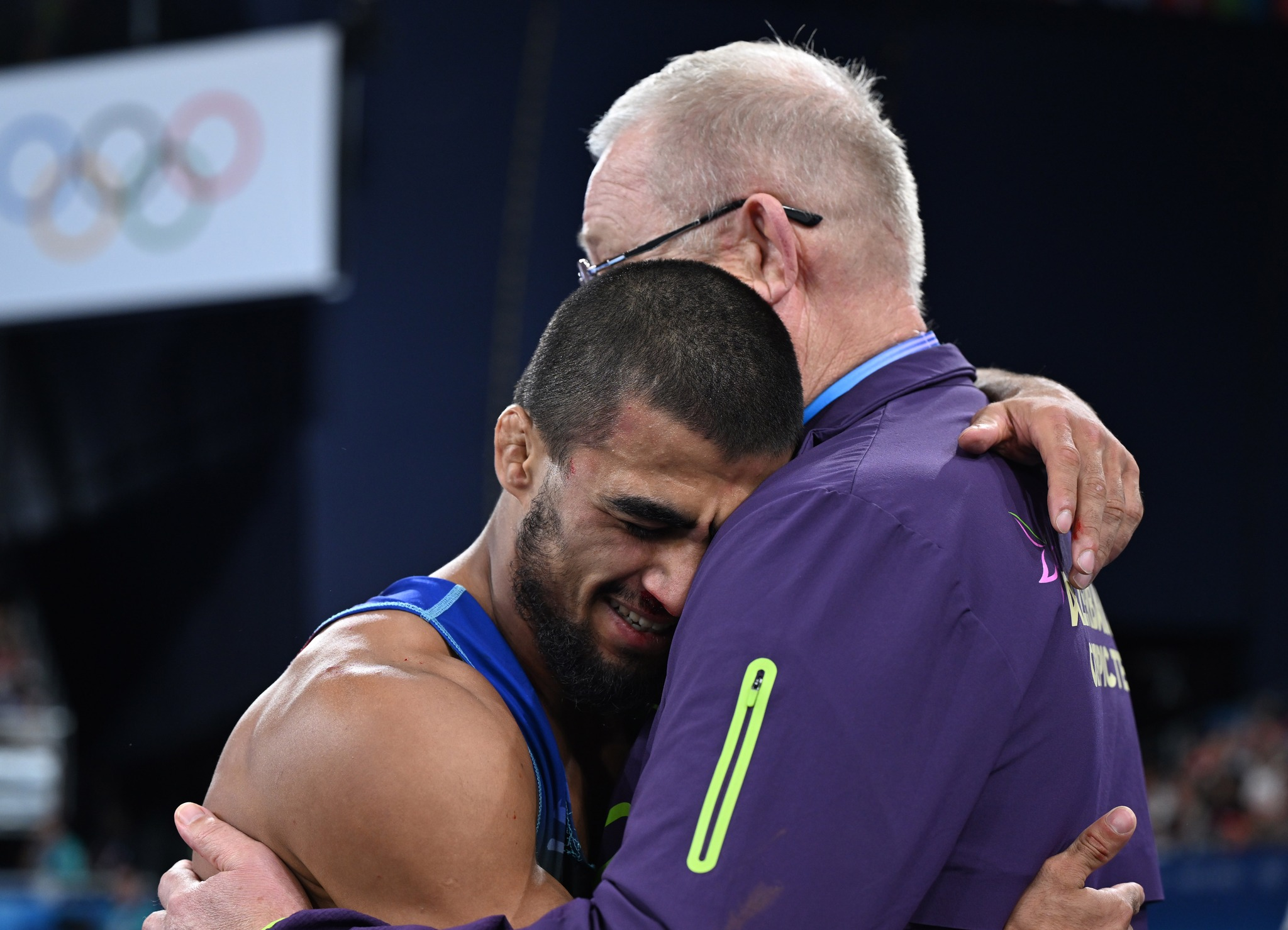
Хасрат Джафаров после победы в схватке за бронзу на Олимпийских играх 2024 в Париже обнимает Тараканова

Тараканов объединил в команде опытных борцов и перспективную молодежь. В апреле 2023 года на чемпионате Европы в Загребе сборная Азербайджана по греко-римской борьбе завоевала шесть медалей: две золотые, три серебряные и одну бронзовую. В сентябре этого же года греко-римские борцы Азербайджана взяли две золотые и три серебряные медали на лицензионном чемпионате мира в Белграде, завоевав также две лицензии на Олимпиаду в Париже. Кроме того сборная Азербайджана под руководством Тараканова впервые в своей истории стала чемпионом мира в командном зачёте.
В феврале 2024 года азербайджанские борцы греко-римского стиля под руководством Тараканова завоевали шесть медалей на чемпионате Европы в Бухаресте: три золотые, две серебряные и одну бронзовую. Таким образом, сборная Азербайджана впервые в истории завоевала сразу три золотые медали на первенстве Европы. Однако в апреле на домашнем Европейском лицензионном турнире подопечные Тараканова выступили крайне неудачно, не сумев завоевать ни одной лицензии на Олимпиаду. Но в мае на Мировом лицензионном турнире в Стамбуле сборной удалось завоевать ещё три лицензии. На самих же Олимпийских играх в Париже только одному борцу, молодому Хасрату Джафарову удалось выиграть медаль Игр. Несмотря на неудачное выступление команды на Олимпиаде в Париже, в сентябре стало известно, что Александр Тараканов продолжит работать со сборной Азербайджана и в третьем олимпийском цикле.
Осенью 2024 года сборная Азербайджана под руководством Тараканова снова выиграла чемпионат мира в Тиране, завоевав три золотые медали. В апреле 2025 года греко-римские борцы Азербайджана второй раз под руководством Тараканова выиграли чемпионат Европы, завоевав три золотые, одну серебряную и две бронзовые награды.

## Награды
Российские
- Орден Славы III степени Республики Мордовия (сентябрь 2018)[3].

Азербайджанские
- Орден «Труд» III степени (13 августа 2024) — за высокие достижения на XXXIII летних Олимпийских играх в Париже и заслуги в развитии азербайджанского спорта[23];
- Медаль «Прогресс» (12 августа 2021) — за высокие достижения на XXXII летних Олимпийских играх в Токио и заслуги в развитии азербайджанского спорта[24].